# David T. Lykken

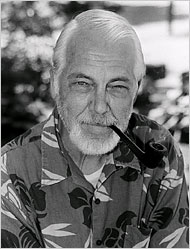
David T. Lykken

David Thoreson Lykken (18 de junio de 1928-15 de septiembre de 2006) fue un genetista del comportamiento y profesor emérito de psicología y psiquiatría en la Universidad de Minnesota. Fue más conocido por sus trabajos sobre el estudio de gemelos y la detección de mentiras.

## Vida
Nacido en Minneapolis, Minnesota, David Lykken era el más joven de siete niños nacidos de Henry G. Lykken y su mujer Francesa. Se unió al ejército naval de Estados Unidos a sus 17 años y después asistió a la universidad de Minnesota apoyado económicamente por G.I. Bill, obteniendo su licenciatura en artes (psicología, filosofía y matemática) en el año de 1949, su grado de maestro en psicología y estadística en 1952, y su doctorado en psicología clínica y neuropsiquiatría en 1955. Permaneció durante toda su carrera profesional en la facultad de Minnesota y enseñado como profesor visitante en Deep Springs College. Él fue un emérito profesor desde 1998 hasta su muerte.  La esposa de Lykken's, fue una defensora de la vida silvestre Harriet (Betts) Lykken, murió en el año 2005. El apellido de Lykken sobrevive por tres hijos: Lic. Matthew Lykken (abogado), Lic. Joseph Lykken (físico) y Lic. Jesse Lykken (criminologo), así como diez nietos.

## Trabajo
Lykken, también conocido por su trabajo con twins, el cual comenzó en 1970. Fue el investigador principal en el centro de Minnesota Twin Family Study, el cual examina la irritabilidad de ciertos tratamientos psicológicos basándose en la evidencia encontrada en gemelos idénticos y fraternales. Él fue uno de los signatarios del estatuto colectivo en respuesta de The Bell Curve tituló "Mainstream Science on Intelligence", escrito por la editorial Intelligence, bajo el mando de Linda Gottfredson y publicado en el Wall Street Journal en 1994 y en Inteligencia en 1997.
Lykken propuso la teoría "a set-point theory of happiness", el cual argumenta que el sentido de lo que una persona cree que está bien es determinado por medio de dos factores, por un lado la genética y por el otro las circunstancias, y ha sido el tema de atención de medios de comunicación internacionales. Los resultados de su investigación sugieren que los niveles del buen humor de las personas, de contentamiento, y de satisfacción psicológica son mayormente determinados por los factores hereditarios.
También fue un defensor de la introducción de un esquema mediante el cual todos los padres o futuros padres tendrían que obtener una licencia para tener un hijo adoptivo, el cual dependería de los padres que si son casados, financieramente independientes, no habiendo ningún registro criminal o una enfermedad debilitante, y no siendo un sociopata o psicópata.
Fue elegido como socio de la American Psychological Association (División 1), un socio de la carta de la American Psychological Society y un socio de la Association for the Advancement of Science. También fue un miembro de la Behavior Genetics Association y la International Society for Twin Research. Durante su carrera,  consultó con el gobierno y la industria. Él atestiguado frecuentemente como un testigo experto del polígrafo y valoración de la personalidad en el despertar de Daubert Standard requerimientos.

## Financiando
Algunos de los trabajos de Lykken fueron encontrados por la fundación The Pioneer fund, una organización a menudo criticada por promover el racismo científico. Lykken defendió su aceptación de dinero del fondo, escribiendo "Si me puedes encontrar algunos villanos ricos queriendo contribuir a mi búsqueda—Qaddafi, la Mafia, quienquiera—entre peores sean, más me gustarán. Estoy haciendo un bien social al tomar su dinero... Cualquier dinero de ellos que gasten en una legítima y honorable causa, no podrán gastar en una deshonorable causa". No obstante,  ha elogiado las teorías eugenésicas de los académicos asociados con o en el tablero de "The pioneer fund", como por ejemplo a Richard Lynn.